# Hvězdná brána: Návrat
Hvězdná brána: Návrat (v anglickém originále Stargate: Continuum) je americko-kanadský sci-fi film z roku 2008, součást franšízy Hvězdné brány společnosti Metro-Goldwyn-Mayer. Scénář napsal Brad Wright a režíroval jej Martin Wood. Je posledním dílem navazujícím přímo na seriál Hvězdná brána. Ve snímku Návrat se část vojenského týmu SG-1 dostane do alternativní časové linie, protože goa'uldský vládce Ba'al, aby se uchránil před popravou, pozmění historii Země. Úkolem jednotky je proto napravit časovou linii, aby se vše odehrálo tak, jak má.
Návrat je druhým a posledním z filmů franšízy (tím prvním je Hvězdná brána: Archa pravdy), které byly určeny pro DVD trh. Na DVD byl tento snímek premiérově vydán 29. července 2008, na český trh byla lokalizovaná verze uvedena 6. října 2008.

## Příběh
Tým SG-1 se společně s Jackem O'Neillem účastní tok'erského extrakčního obřadu, při němž má být vyňat z Ba'ala, posledního vládce soustavy, goa'uldský symbiont, což pro něj prakticky znamená popravu, zatímco pro hostitele, jenž mu poskytoval tělo, je to osvobození. Goa'uld přítomným poskytne nejistou informaci, že on je pouze poslední z klonů (viz epizoda „Návrat vysloužilého boha“), zatímco pravý Ba'al je někde jinde s plánem na záchranu. Ten skutečně mezitím podniká akci, cestuje zpět v čase do roku 1939, kdy na Zemi zmasakruje posádku nákladní lodi Achilles, která převáží hvězdnou bránu do USA. Její kapitán, děd Camerona Mitchella, však dokáže přežít natolik dlouho, že Ba'alovi zabrání v úplném zničení plavidla. V současnosti začnou kvůli této změně historie mizet postupně lidé i předměty, počínaje Valou Mal Doran a Teal'cem. O'Neill je navíc zabit Ba'alovým klonem, který se mezitím dokázal vyprostit z pout, ostatní členové týmu, Samantha Carterová, Daniel Jackson a Cameron Mitchell, stihnout otevřít hvězdnou bránu a vkročit do červí díry. Na její druhé straně se ale nenachází Velitelství Hvězdné brány, nýbrž nákladový prostor lodi Achilles, jež zamrzlá driftuje po 70 let Arktidou v alternativní časové linii, kterou vytvořil Ba'al a ve které vojenský program Hvězdná brána neexistuje. Cartertová se domnívá, že časová linie byla změněna při jejich průchodu červí dírou, jež je zároveň ochránila. Poté, co uniknou z potápějícího se plavidla, zachrání je tým vedený plukovníkem Jackem O'Neillem z ponorky USS Alexandria. Generál ve výslužbě Hank Landry sice věří jejich příběhu, který několikrát opakovali při výsleších, povolení pro změnu časové linie je však zamítnuto. V této alternativní realitě se Jackson stále snaží přesvědčit lidi o svých teoriích pyramid jako přistávacích plošinách pro mimozemské lodě, astronautka Carterová zemřela před několika lety při nehodě raketoplánu a Mitchell zde nikdy neexistoval, protože jeho dědeček zemřel při záchraně své lodi před Ba'alovou bombou. Všichni tři nově příchozí jsou od sebe navzájem odděleni a jsou jim přiděleny nové životy, které jsou nuceni žít v odlišných částech USA.

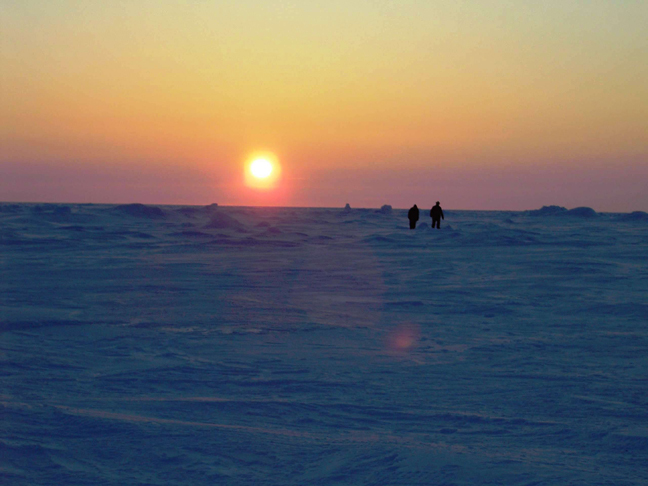
Natáčení filmu v Arktidě, na snímku Amanda Tapping a Ben Browder

Po uplynutí jednoho roku je tým SG-1 povolán zpět do akce, neboť se nad některými americkými městy objevily goa'uldské průzkumné lodě. Ba'al totiž mezitím porazil ostatní vládce soustav a nyní se společně s Qetesh (v těle Valy) jako svojí královnou a Teal'cem jako prvním mužem chystá dobýt Zemi. Členové SG-1 se dostanou k prezidentu Henrymu Hayesovi a generálu Georgi Hammondovi, kteří je informuji, že na základě jejich zpráv objevili hvězdnou bránu v Antarktidě (viz epizoda „Osamění“) a snaží se dostat na tamní antickou základnu (viz epizoda „Ztracené město“). Pro SG-1 jsou nachystány letouny F-15, kterými mají co nejrychleji doletět na stanici McMurdo a odtud se dostat bránou na Proclarush Taonas, antickou základnu na jiné planetě, kde mají získat ZPM pro napájení antarktické základy. Mezitím se poblíž Země chystá Ba'alova armáda k útoku. K nelibosti svých pobočníků, bývalých vládců soustav, Ba'al oznámí, že se bude k lidem Tau'ri (pozemšťanům) chovat shovívavě. Qetesh má pochybnosti o Ba'alovi a jeho velkých znalostech o Zemi, proto jej zradí a donutí ho, aby jí všechno řekl. Svými loděmi nechá zničit stanici McMurdo u antarktickou základu Antiků a zabije Ba'ala. Teal'c, snící o svobodných Jaffech, které mu nabídl Ba'al, její zradu prohlédne a unikne v al'keshi, Qetesh následně nařídí bombardovat Zemi a sama se chystá najít Ba'alův stroj času.
V průběhu mohutného goa'uldského útoku a po zničení McMurda se SG-1 ve stíhačkách snaží dostat do Ruska, neboť Rusové se přiznají, že ze dna oceánu vyzvedli bránu, kterou převážel Achilles, jenž se i s bránou potopil při záchraně SG-1. Během cesty jsou napadeni goa'uldskými kluzáky, zachrání je však letka ruských MiGů-29. SG-1 nakonec dorazí do ruského zařízení s hvězdnou bránou, objeví se tam však i Teal'c se dvěma Jaffy, který se snaží dorazit k Ba'alovu stroji času před Qetesh. Obě strany se nakonec dohodnou a společně projdou červí dírou ke stroji času, obrovskému podzemnímu superpočítači komunikujícího se stovkami satelitů, které monitorují sluneční erupce, jež mohou protnout červí díru vytvořenou hvězdnou bránou. SG-1 musí čekat na správnou erupci, která by je poslala do času, jenž chtějí. Na Ba'alovu základnu však dorazí Qetesh se svými vojáky, pod útokem proto otevřou červí díru do roku 1929, tedy do doby o deset let dříve, než potřebovali. Carterová a Jackson jsou v přestřelce zabiti, bránou projde pouze Mitchell, krátce poté je smrtelně zraněn i Teal'c, který však celou základnu se sebou samým i Qetesh nechá explodovat. Mitchell tedy v minulosti musí 10 let čekat, než se mu podaří načerno dostat na loď Achilles, kde nakonec zabije samotného Ba'ala se dvěma Jaffy, kteří projdou převáženou bránou, aby ji zničili. Původní časová linie je tak zcela obnovena, nikdo nemá o proběhlých událostech ponětí a SG-1 stále přihlíží na tok'erské základně obřadu extrakce, který proběhne bez jakéhokoliv incidentu. Po návratu na Zemi Jackson přemýšlí nad tím, co myslel Ba'al tím záchranným plánem, ale rozhodne se tím nezabývat. Poslední záběr snímku ukazuje starou fotografii v Mitchellově skříňce, na které se nachází jeho starší alternativní já stojící po boku svého dědy.

## Obsazení

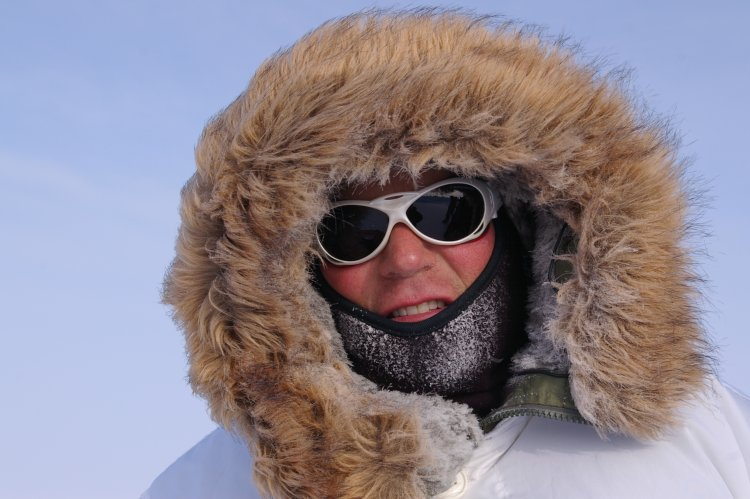
Richard Dean Anderson v kostýmu během natáčení v Arktidě

- Ben Browder (český dabing: Martin Písařík [2008 a 2011]) jako plukovník Cameron Mitchell a jako Mitchellův děda, kapitán lodi Achilles
- Amanda Tapping (český dabing: Simona Postlerová [2008 a 2011]) jako plukovník Samantha Carterová
- Christopher Judge (český dabing: Pavel Rímský [2008 a 2011]) jako Teal'c
- Michael Shanks (český dabing: David Prachař [2008 a 2011]) jako Daniel Jackson
- Beau Bridges (český dabing: Jiří Čapka [2008 a 2011]) jako generálmajor Hank Landry
- Claudia Black (český dabing: Kateřina Lojdová [2008 a 2011]) jako Vala Mal Doran a jako Qetesh
- Richard Dean Anderson (český dabing: Miloslav Mejzlík [2008 a 2011]) jako generálmajor a plukovník Jack O'Neill
- William Devane (český dabing: Zdeněk Maryška [2008 a 2011]) jako prezident Henry Hayes
- Cliff Simon (český dabing: Daniel Rous [2008 a 2011]) jako Ba'al
- Don S. Davis (český dabing: Jiří Samek [2008], Vladimír Fišer [2011]) jako generálporučík George Hammond
- Steve Bacic (český dabing: Tomáš Karger [2008], ? [2011]) jako Camulus
- Gary Jones (český dabing: Petr Gelnar [2008 a 2011]) jako seržant Walter Harriman
- Jacqueline Samuda (český dabing: ? [2008], ? [2011]) jako Nirrti
- Peter Williams (český dabing: ? [2008], ? [2011]) jako Apophis

## Produkce

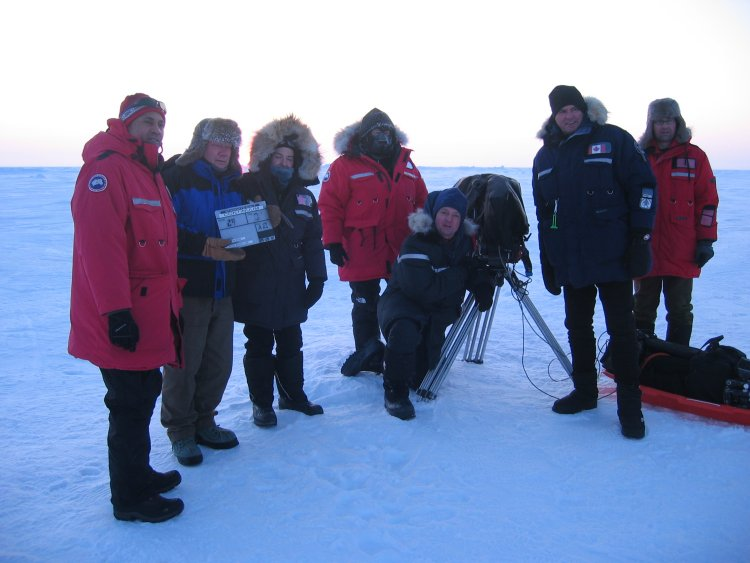
Část filmového štábu během natáčení v Arktidě

Film Hvězdná brána: Návrat napsal Brad Wright, režisérem byl Martin Wood. Některé scény snímku byly vznikly již na konci března 2007, nicméně hlavní natáčení bylo zahájeno 22. května 2007 ve vancouverských studiích The Bridge Studios a trvalo 19 dní. Produkční rozpočet byl stanoven na částku 7 milionů dolarů.
Původní návrh scénáře filmu začínal pohledem na město Tok'rů, nicméně Brad Wright se nakonec rozhodl, že začátek umístí do Velitelství Hvězdné brány (SGC), aby ukázal, co SG-1 vlastně představuje. Při psaní replik pro postavu Jacka O'Neilla se Wright pokusil napsat jeho slova, která zní „přirozeně“ a ne „křečovitě“, což, jak prohlásil, bylo velmi důležité. Zahrnutí mnoha vedlejších postav známých ze seriálu Hvězdná brána bylo rozhodnutím, které mělo snímek udělat „přívětivějším“ pro mnoho dlouholetých fanoušků. Podle původních předpokladů mělo být tělo bezejmenného kapitána lodi Achilles nalezeno po návratu týmu SG-1 zpět na Zemi, Wright to však okomentoval slovem „nevkusné“. V úvodu snímku, kde byl O'Neill zabit, se Richard Dean Anderson původně neměl objevit, podle Wrighta měl vystupovat pouze v příběhu z alternativní časové linie.

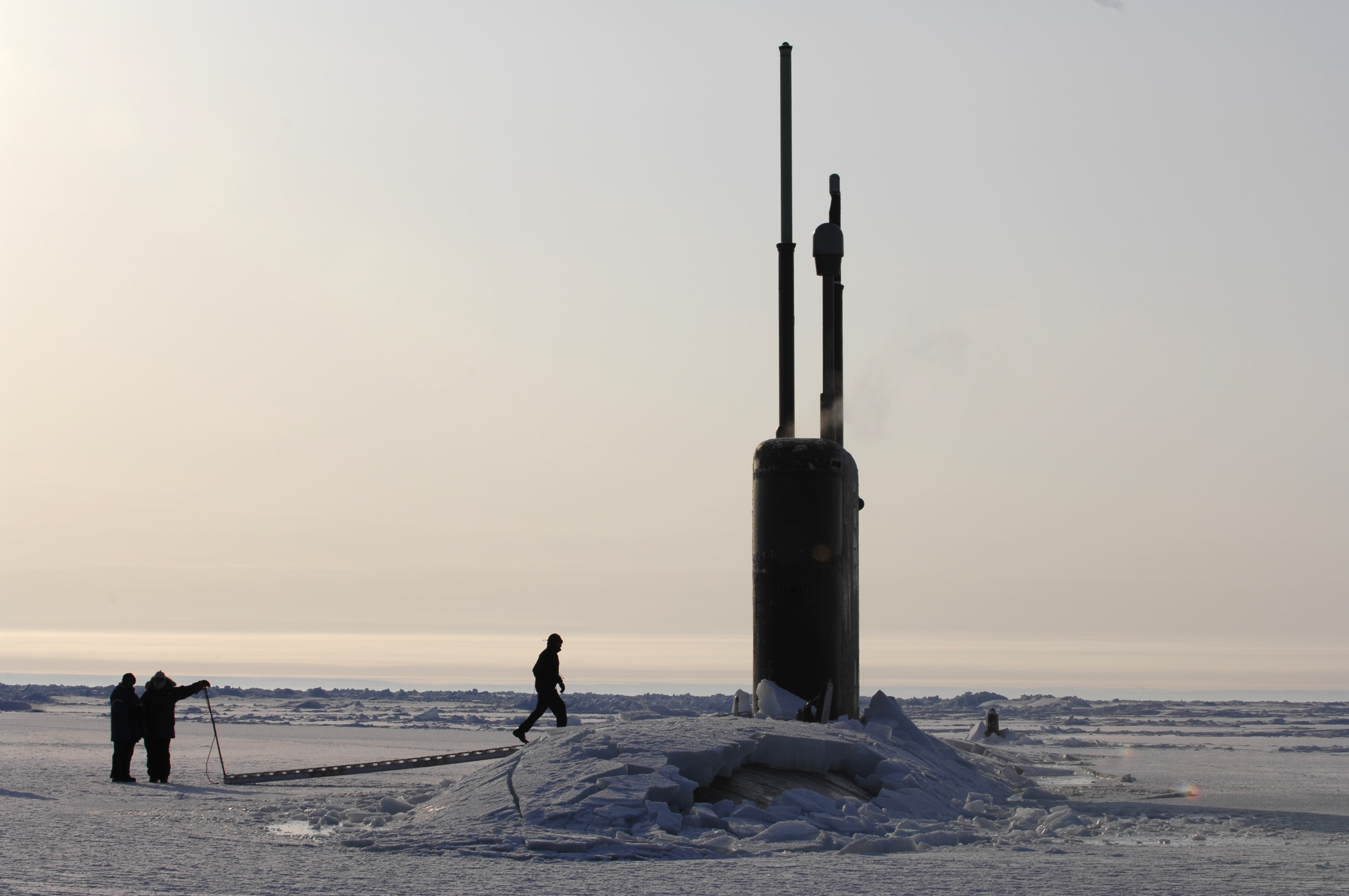
Americká ponorka USS Alexandria v Arktidě několik dní před natáčením filmu

Snímek zahrnuje také scény natočené na základně Applied Physics Laboratory Ice Station v Arktidě, 370 km severně od Prudhoe Bay na Aljašce. V těchto záběrech, které vznikly mezi 23. a 29. březnem 2007 (z toho pět dnů tvořilo samotné natáčení), se objevili Richard Dean Anderson, Amanda Tapping a Ben Browder, využita byla i ponorka USS Alexandria. Filmování v Arktidě zahrnovalo scény pořízené na ledě, scény s Alexandrií v pozadí, scény na palubě Alexandrie a scény vynořující se a ponořující se Alexandrie. Kvůli minimálnímu vybavení byly záběry v Arktidě natáčeny pouze se třemi herci a osmnáctičlenným štábem. Režisér Martin Wood měl v jedné scéně cameo (jako major Wood), podobně jako další člen štábu. Kapitán Alexandrie, komandér Mike Bernacchi, a členové jeho posádky hráli sami sebe. Barry L. Campbell, operační náčelník Arctic Submarine Laboratory amerického námořnictva se sídlem v San Diegu, který zařídil možnost natáčet v Arktidě, se ve snímku objevil jako lodník a scenárista Brad Wright dostal ve filmu cameo jako pilot jedné ze stíhaček F-15.
Kvůli termínové kolizi bylo producentům dopředu známo, že herec Michael Shanks nebude schopný natáče scény v Arktidě. V předchozích scénách již nicméně jeho postava Jacksona na nákladní lodi s Mitchellem a Carterovou byla. Aby bylo jeho zmizení věrohodné, Brad Wright rozhodl, že Jackson bude mít omrzliny poté, co stoupne do ledové vody, a bude tak neschopný pokračovat s ostatními. Wright poskytl komentář, že právě takovéto scény musely být vystříhávány z epizod Hvězdné brány i Atlantidy kvůli časovému omezení. A právě protože tento film je delší, než jednotlivé epizody, chtěli danou scénu ve snímku ponechat.
Ve snímku se nachází faktická chyba s hodnostmi Mitchella a Carterové. V koncových titulcích jsou označeni za podplukovníky, nicméně ve scénách s letícími stíhačkami F-15 nosí odznaky plukovníků. Tento fakt vznikl díky tomu, že si producenti během natáčení uvědomili, že film bude pravděpodobně vydán až poté, co Carterová bude v seriálu Hvězdná brána: Atlantida povýšena. Na začátku páté řady tohoto seriálu, v době, kdy byl rovněž snímek Návrat vydán, se Samantha Carterová skutečně stala plukovníkem a opustila Atlantidu, aby se mohla zúčastnit Ba'alova extrakčního obřadu. Podle této příběhové kontinuity lze základní děj filmu datovat do období přibližně jednoho roku po událostech z Archy pravdy.
Film je věnován památce Paula McCanna a Anthonyho Huntroda, kteří v době natáčení zemřeli při nehodě na britské ponorce HMS Tireless, jež se nacházela u severního pólu.
Hvězdná brána: Návrat byla zapsána mezi Guinnessovy světové rekordy jako nejseverněji natočený film.
Po snímku Návrat měl být natočen třetí film navazující na seriál Hvězdná brána, jeho realizace však byla nakonec zrušena. Uváděn byl pro něj název Stargate: Revolution a jeho hlavní postavou měl být Jack O'Neill.

### České znění

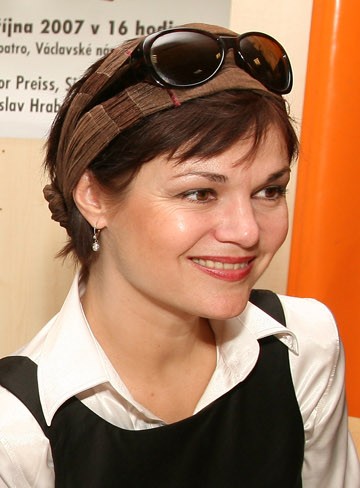
Simona Postlerová, česká dabérka Samanthy Carterové

První dabing filmu Hvězdná brána: Návrat byl pořízen pro lokalizované české vydání DVD. Pro distributora Bontonfilm jej vyrobilo Studio Virtual v roce 2008, režisérem byl Zdeněk Štěpán, překladatelem Vojtěch Kostiha. Hlasové obsazení postav bylo zachováno podle seriálu. Pro televizní vysílání si stanice AXN nechala vytvořit druhý dabing, který vyrobila firma SDI Media v roce 2011. Byl však použit shodný překlad, podílel se na něm stejný režisér a rovněž obsazení dabérů bylo u hlavních postav shodné s jednou výjimkou, kdy zemřelého Jiřího Samka nahradil Vladimír Fišer.

## Vydání a ohlasy

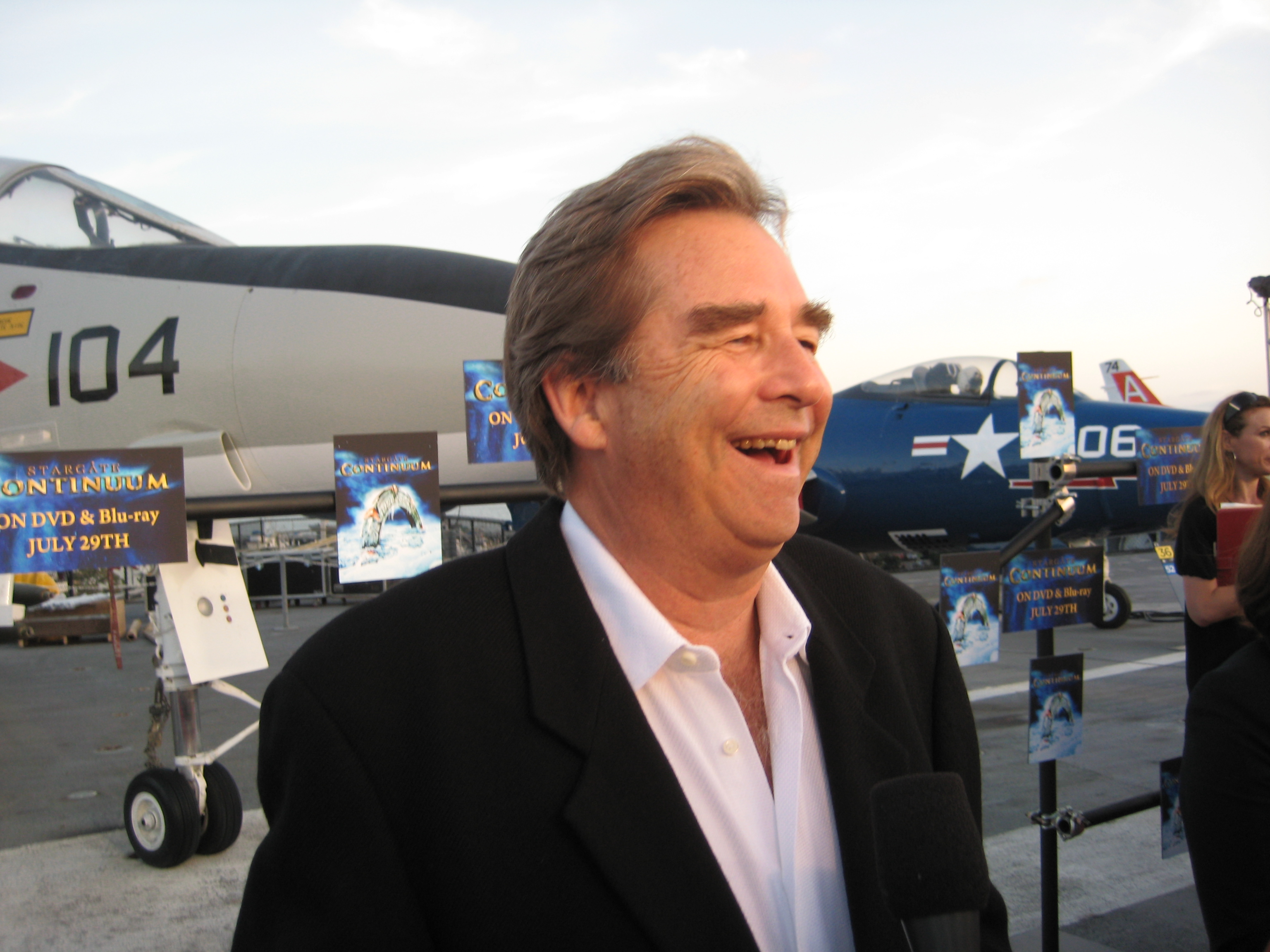
Beau Bridges, představitel Hanka Landryho, během propagace filmu před jeho vydáním

Film měl slavnostní premiéru 25. července 2008 na San Diego Comic-Con International, které se zúčastnili i herci. Na DVD byl pro region 1 vydán 29. července 2008. Televizní premiéru absolvoval 12. srpna na britské stanici Sky1, na což navázalo 18. srpna 2008 vydání pro region 2. DVD obsahuje kromě samotného filmu také bonusy v podobě komentářů scenáristy a producenta Brada Wrighta a režiséra Martina Wooda, záběry z natáčení a další obsah.
Ve Spojených státech dosáhl celkový zisk z prodeje DVD 7,9 milionů dolarů.
V Česku byla lokalizovaná DVD verze Návratu uvedena na trh 6. října 2008 (do půjčoven), resp. 20. října 2008 (do prodeje). V televizi byl film (s druhým dabingem) poprvé odvysílán 25. února 2011 na stanici AXN Sci-Fi, s původním DVD dabingem byl premiérově vysílán 20. února 2013 na stanici Fanda.
Recenzent pro Sky1 označil film jako „důkladně příjemné dovádění“. Nix ze Sci Fi Cool uvedl ve své recenzi, že snímek „končí přesně tak, jako většina, ne-li všechny epizody SG1: budete spokojeni a chcete víc“. Christopher Monfette z IGN dal filmu hodnocení 7 z 10 a prohlásil, že se jedná o slušný snímek, který se nedosahuje „úrovně velké science fiction“. Don Houston (DVD Talk) uvedl, že pro scenáristy „byl rozpočet příliš nízký“ na to, aby „podpořil myšlenky z jejich rukou“. Mark Wilson z About.com napsal, že film byl pro producenty pouze jinou cestou, jak se vrátit k některým svým oblíbeným postavám, ale došel z závěru, že to byl „pořádný“ film. Darren Sumner a David Read ze serveru GateWorld jej označili za „skvělý snímek“ a uvedli, že je dokonce ještě lepší než Hvězdná brána: Archa pravdy. Podle Deana Winkelspechta (DVD Town) se jedná o „jeden z lepších DVD filmů“ vydaných toho roku.
Hvězdná brána: Návrat získala cenu High-Def Disc 2008 v kategorii pro nejlepší film na blu-ray nepromítaný v kinech. Snímek byl za rok 2008 nominovaný na šest cen Constellation, přičemž zvítězil jednou, když cenu získala Claudia Black za postavu Valy Mal Doran v kategorii Nejlepší ženský výkon ve sci-fi filmu, televizním filmu nebo minisérii. Návrat rovněž získal za rok 2008 jedenáct nominací na ceny Leo, z nichž tři získal: Brad Wright zvítězil v kategorii Nejlepší scénář pro celovečerní drama, Michael Shanks obdržel cenu za postavu Daniela Jacksona v kategorii Hlavní mužský herecký výkon v celovečerním dramatu a tři členové štábu, Paul Sharpe, Iain Pattison a Graeme Hughes, získali cenu v kategorii Nejlepší zvuk v celovečerním dramatu.